# Caparazón (cubierta)
Desde muy antiguo, se llama caparazón (voz quizá compuesta de Capa y Arzón) a la cubierta de piel o paño que se pone sobre la silla de montar. 

Y asimismo que para las guarniciones y sillas, caparazones y mochilas y jaeces de los caballos
se puede echar hilo de oro o plata (Recop. lib. 7. tit. 12, ley 1.)

Covarrubias, en el artículo Capa, dice: 

Caparazón, la cubierta de la silla del caballo; y cuando tiene los arzones descubiertos se llama mochila, quasi motila, porque está mutilada y colgada de los arzones.

Posiblemente, caparazón sea una voz española que tomaron los franceses y luego ha sido recuperada por los españoles, enriqueciendo así la lengua. Bardin en su Diccionario dice : La palabra Caparacon es una corrupción de un aumentativo español cuya raíz era Capa. 
El caparazón ha constituido por largo tiempo parte integrante y vistosa de la Montura militar.